# Tattoo (album Ametrii)
Tatoo - debiutancki album studyjny zespołu AmetriA wydany w 1998 roku przez wytwórnię MIL.

## Lista utworów
1. „Dream” – 3:26
2. „Fear” – 3:56
3. „God” – 2:55
4. „Czterej Pancerni” – 2:36
5. „Poor Man” – 5:04
6. „Pszczółka Maja” – 3:10
7. „Radio Sinner” – 3:46
8. „Run By My Side” – 2:59
9. „Still Can't Say A Word” – 2:57
10. „Whisper” – 3:26
11. „Worlds Planet Earth” – 3:06